# Elecciones legislativas de la República de China de 1989
Las elecciones legislativas suplementarias de la República de China de 1989 tuvieron lugar el 3 de diciembre del mencionado año con el objetivo de renovar 130 escaños del Yuan Legislativo. La elección fue suplementaria y solo se renovó parcialmente la legislatura, debido a la Ley Marcial instaurada en 1948, al momento de trasladarse el gobierno del Kuomintang a Taiwán que disponía que no se realizarían elecciones generales nacionales en China hasta que se recuperara todo el continente. Serían las primeras elecciones desde la muerte del presidente Chiang Ching-kuo.
En el marco de la liberalización y democratización política iniciada por el gobierno de Lee Teng-hui, el Partido Nacionalista Chino (KMT) volvió a ganar con un 59.27% del voto popular y 94 de los 130 escaños en disputa, un notorio declive en cuanto a votos recibidos con respecto a las anteriores elecciones. El opositor Partido Progresista Democrático (DPP) logró el segundo puesto con un 29.92%, incrementando notoriamente su avance, y logró 21 escaños. Con este resultado, el DPP superó la barrera de 20 escaños y adquirió el derecho constitucional a presentar propuestas legislativas. Los demás partidos y candidatos independientes obtuvieron el 10.81% del voto restante y 15 escaños, 14 independientes y 1 para el Partido de la Juventud China (CYP). La participación electoral fue del 75.16% del electorado registrado.
Fueron las últimas elecciones legislativas suplementarias para el Yuan Legislativo elegido en 1948, pues el 31 de diciembre de 1991 este sería forzado a dimitir por el gobierno de Lee, y se realizarían las primeras elecciones legislativas libres para un nuevo Yuan Legislativo, en profundización de la transición democrática.

## Resultados
|  | 59.27 % |

|  | 29.92 % |

|  | 10.81 % |

|  | 96.25 % |

|  | 3.75 % |

|  | 100.00 % |

|  | 75.16 % |